# Seventeen. (松室政哉のアルバム)
『Seventeen.』（セブンティーン.）は、松室政哉の2枚目のインディーズデモアルバム。

## 解説
- 1stデモアルバム『My name is…』から約1年ぶりのリリース。
- キャッチコピーは『1st「My name is…」から1年。前作よりも力強くて、切ない。今しか出来ない等身大の作品が仕上がりました。』。
- 規格品番は、MATS-002。
- 現在は廃盤となっている。

## 収録曲
CD
1. My music
2. ハートビート
3. メグルキセツ
4. Seventeen.
5. オー、BABY!
6. 情景
7. 悲しい歌が出来ました。
8. 途中の旅
9. ひとおもい
10. なみだぼうし

## 演奏
- 松室政哉
  - Vocal, Chorus
  - Drums programing
  - Bass
  - Guitar
  - Keyboard
  - Other Instruments
- 堀口敦貴
  - Bass (#9.10)